# 산타크루스다그라시오자

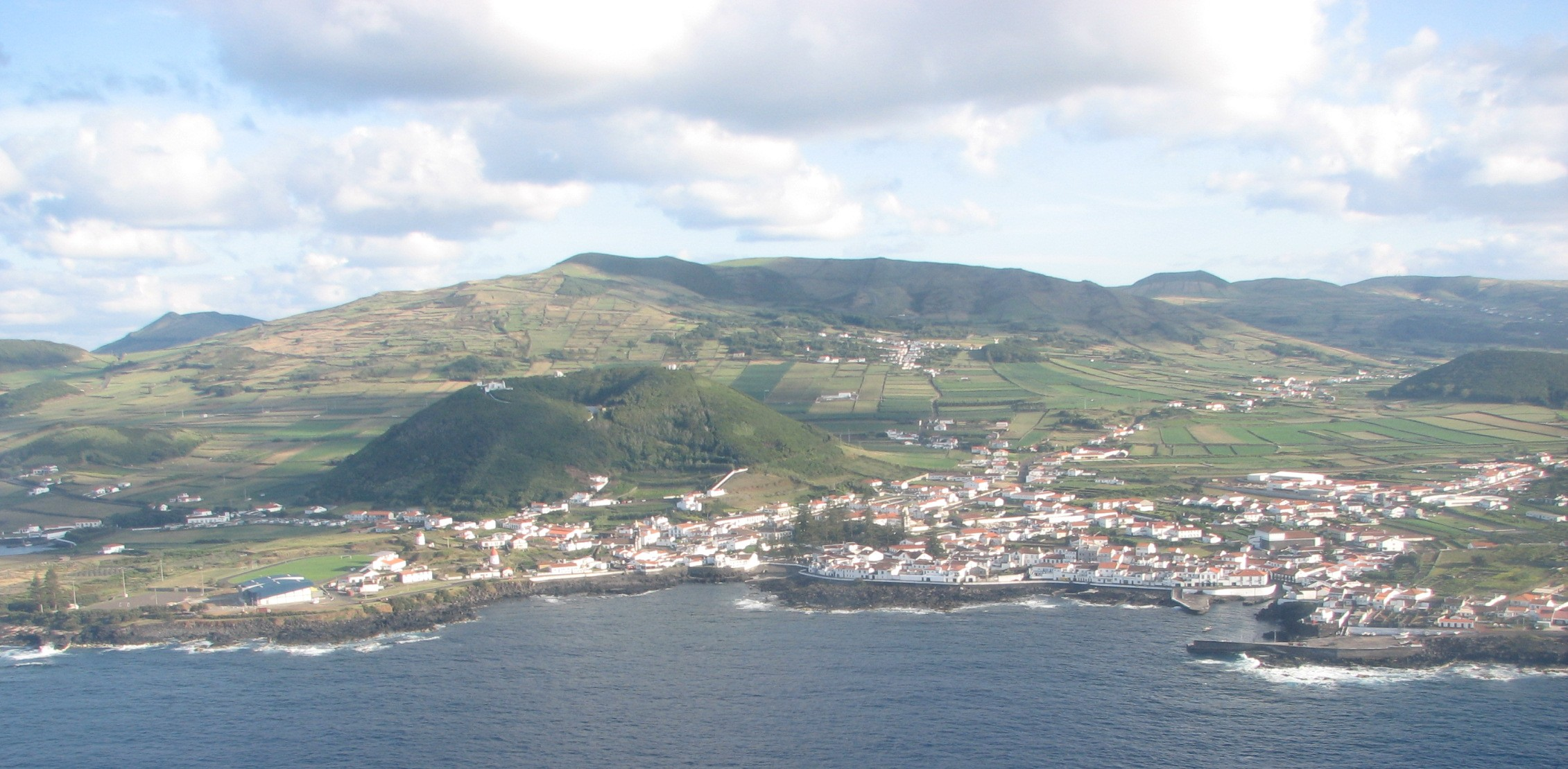
산타크루스다그라시오자

산타크루스다그라시오자(포르투갈어: Santa Cruz da Graciosa)는 포르투갈 아소르스 제도의 섬 중 하나인 그라시오자섬의 주요 도시이다. 면적은 60.66km2, 인구는 2011년 기준으로 4,391명이다.